# Bufali
Bufali (spanisch Bufalí) ist eine spanische Gemeinde (Municipio) mit 154 Einwohnern (Stand: 2024) in der Valencianischen Gemeinschaft, in der Comarca Vall d’Albaida.

## Lage
Bufali liegt in einer Höhe von ca. 240 m am Río Albaida. Die Provinzhauptstadt Valencia liegt etwa 70 Kilometer in nordnordöstlicher Richtung.

## Geschichte
| Jahr      | 1900 | 1930 | 1950 | 1960 | 1970 | 1981 | 1991 | 2001 | 2011 | 2021 |
| --------- | ---- | ---- | ---- | ---- | ---- | ---- | ---- | ---- | ---- | ---- |
| Einwohner | 304  | 259  | 288  | 313  | 273  | 287  | 214  | 197  | 199  | 163  |

## Kultur und Sehenswürdigkeiten
- Marienkirche (Església de la Mare Déu de Loreto)
- Christuskapelle
- Herrenhaus aus dem 14. Jahrhundert

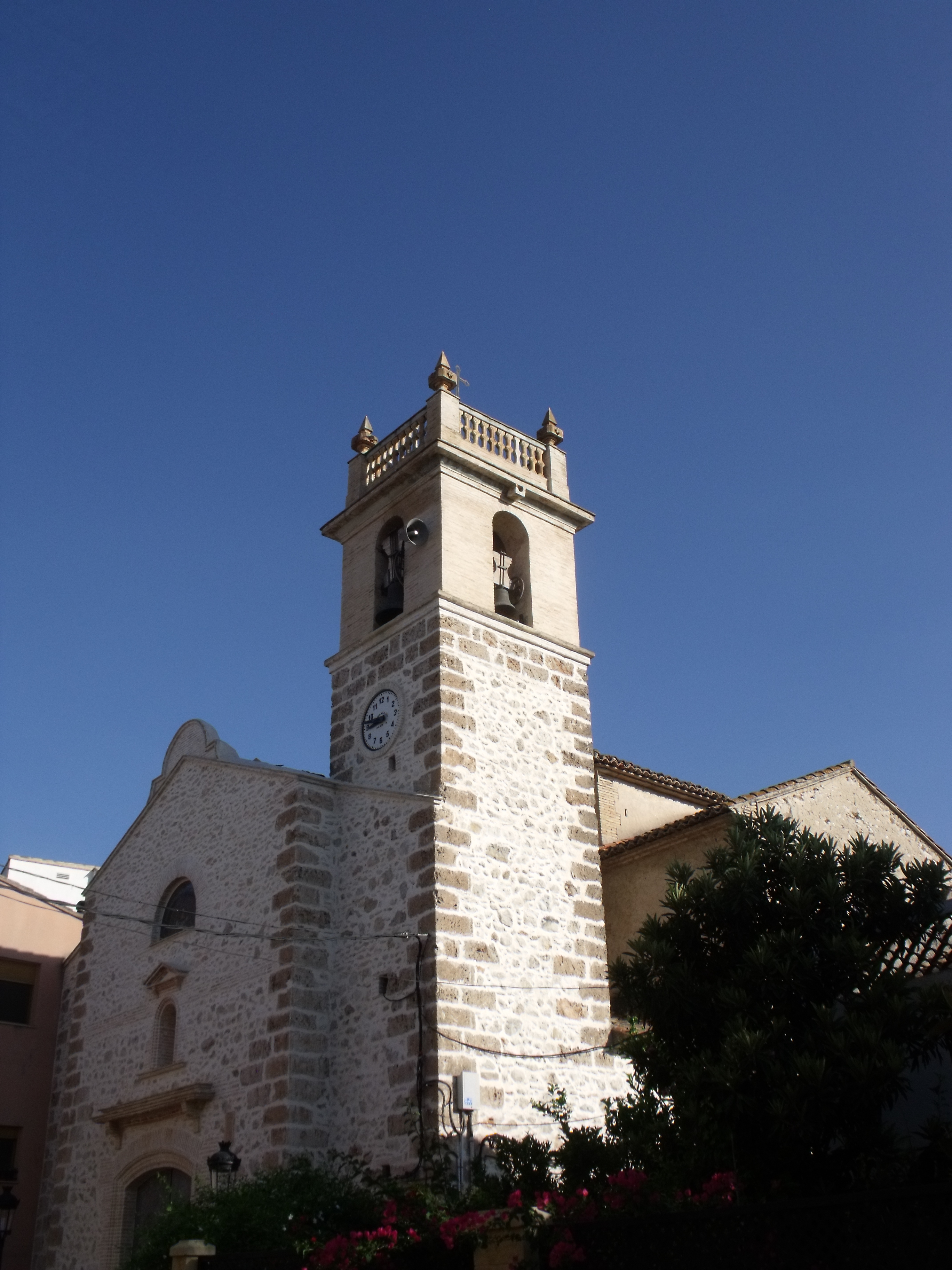
Marienkirche
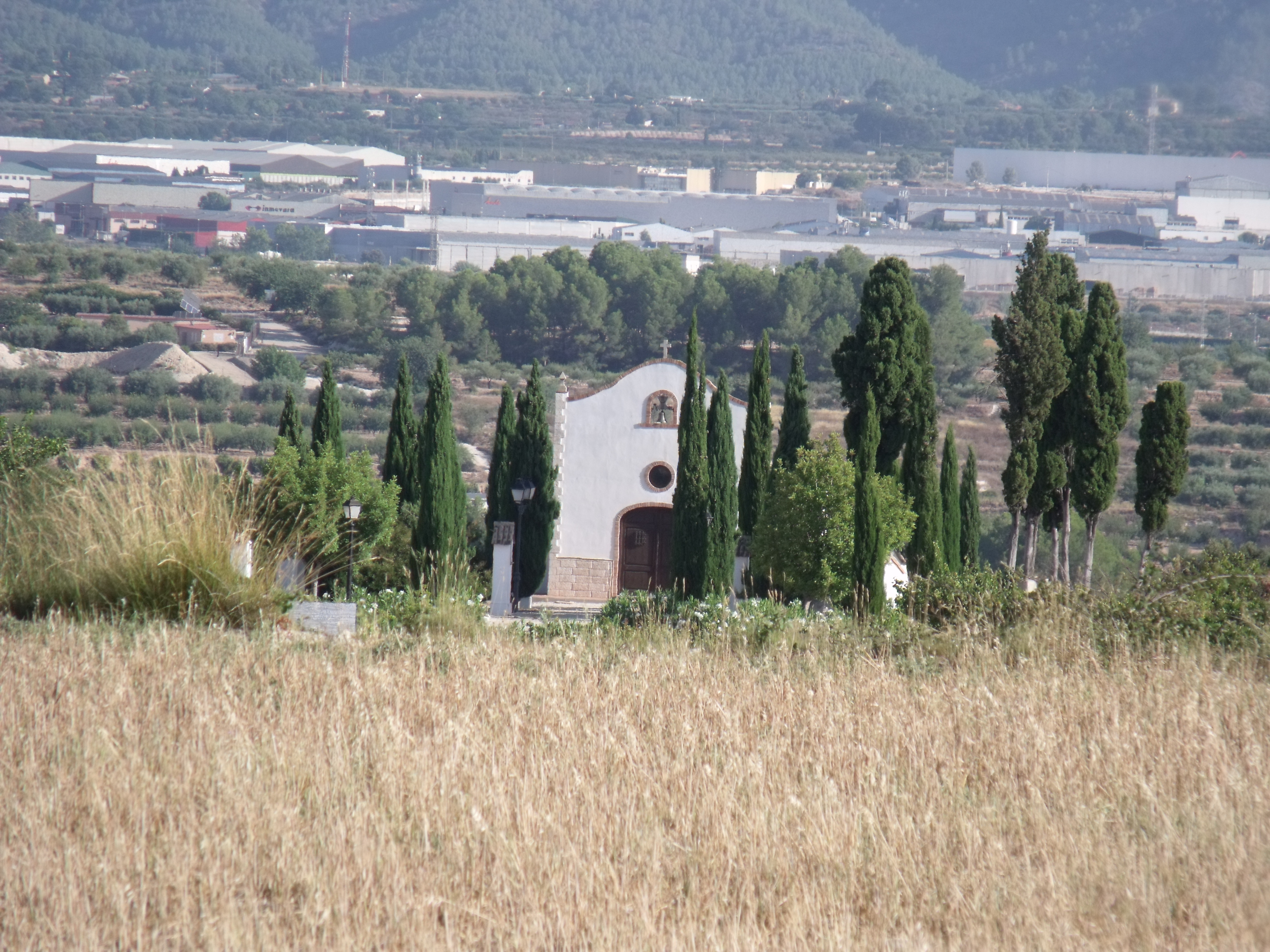
Christuskapelle
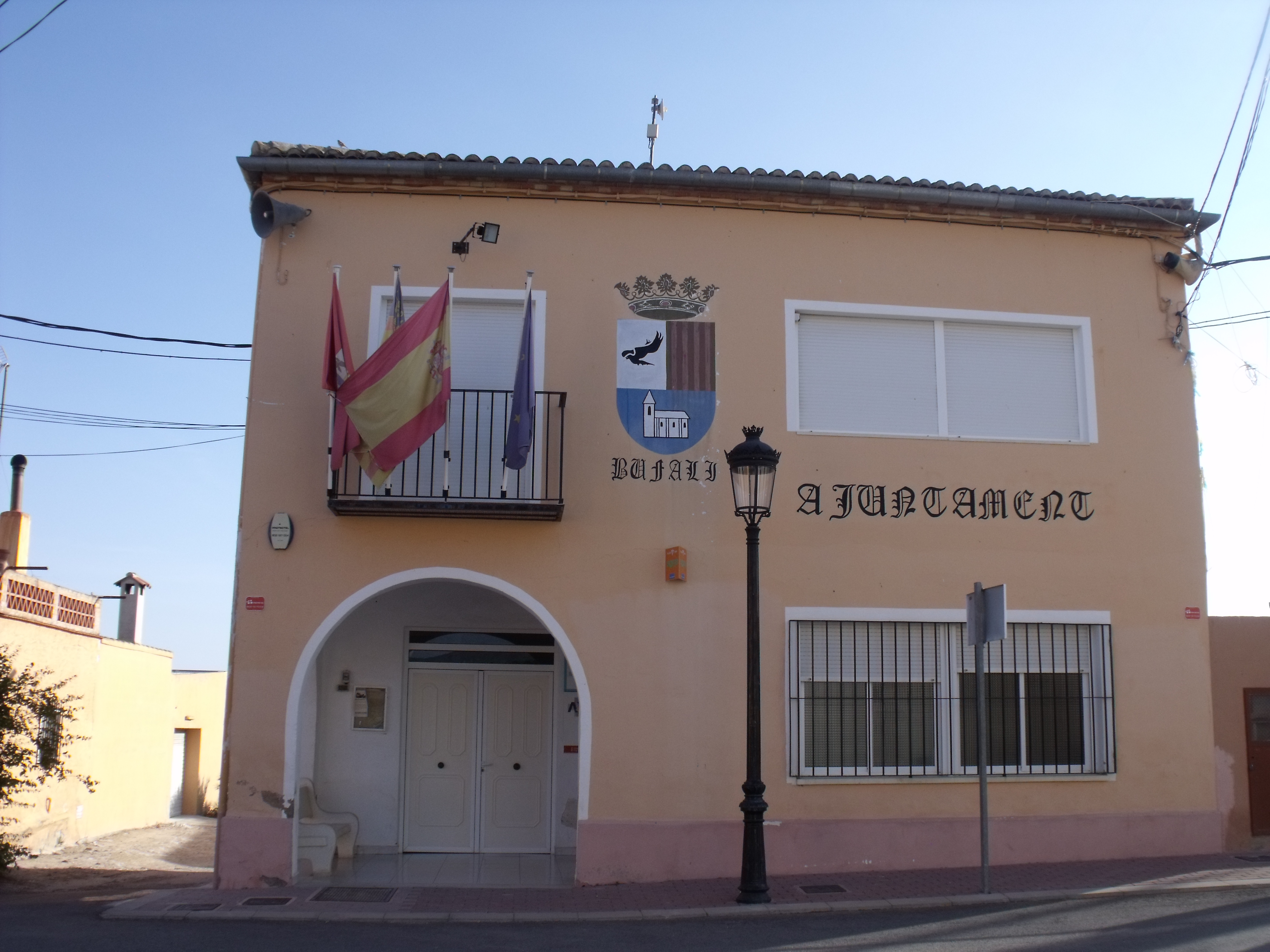
Rathaus